# Чулама
Чулама (рум. Ciulama) — блюдо румынской, молдавской, турецкой и болгарской кухонь наподобие рагу. Готовится из мяса, грибов или овощей. Вначале приготавливают основу чуламы: нарезают телятину, баранину, грибы, картофель, обжаривают и тушат. В другом варианте — отваривают. Затем заливают соусом типа бешамель, который готовится из муки и сливок либо сливочного масла, и бульона, в который также добавляют чеснок, красный перец, сельдерей, сыр. Затем доводят до готовности на медленном огне.
В Румынии популярна грибная чулама или Ciulama de ciuperci, напоминающая густой грибной соус, которым обычно поливают мамалыгу. Румынская чулама, вероятно, имеет турецкое происхождение. В Турции çullama — блюдо из курятины, под соусом из куриного бульона, сливочного масла и муки.

## Происхождение и вариации
«Çul/çuval» — это «мешок» в турецком языке, а «çullama» — еда в мешке/оболочке.
Также лингвисты соотносят название блюда с глаголом cullamaa, «покрывать попоной» (от араб. cull — ‘попона’). В переносном значении в кулинарии означает — «покрывать мясо густым соусом из муки; что-либо запечь в тесте».
Чулама начиная со средневековья и османской экспансии получила распространение у многих балканских народов в виде густой мучной похлебки, мучного супа и/или как соус к мясу. Объясняется это тем, что изначально в турецком языке (и в его диалектах) под названием cullama были представлены различные блюда: 1) густая мучная похлебка; 2) мучное блюдо с жареным мясом кролика/ягненка; 3) мясо, запеченное в тесте; 4) тушёная ножка.
В современной турецкой кухне существует несколько вариантов блюд с названием чуллама:
- çullama küfte — разновидность фрикаделек в яичной смеси[4];
- çullama tatlı — сладкие обжаренные пирожки[5][6];
- çullama börek — напоминает бурек, в качестве начинки можно использовать орехи, рис или мясо[7];
- çullama patlıcan — рагу из баклажанов и других овощей, которые обжаривают или запекают духовке, измельчают, иногда заворачивают в лаваш[8].

Технология приготовления гагаузской чуламы наиболее сходна с турецкой. В разных гагаузских диалектах существуют три вида турецких блюд с названием cullama.
В румынской и молдавской кухне чулама — это птица, грибы или овощи в белом соусе.
Чулама распространена и в некоторых районах Северной Болгарии. Болгарскую чуламу готовят из говядины, она называется «каша чолама». Болгарские источники отмечают её как блюдо из румынской кухни.